# Frans Mikael von Aken
Frans Mikael von Aken, född 1698 i Rostock, död 1760 i Örebro, var en tyskfödd hovapotekare och hovmedikus i Sverige.

## Biografi
Frans Mikael von Aken flyttade 1723 till Sverige och bosatte sig i Örebro och inköpte apoteket Hjorten 1728. Han var gift med Fredrika Margareta Bagge från Marstrandsläkten och hade tio barn däribland sonen Franz Joakim von Aken. Under Linnés västgötaresa 1746 besökte han von Aken som "anstälte för oss åtskillige experimenter med de phosphoris han sjelf tillagat". Han visade Linné sin stora fågelsamling och berättade om sina korsningsförsök mellan  kanariefåglar och steglitsor. Linné antecknade 1749 att von Aken konstruerade fågelburar för rovfåglar som kunde användas för utrotning av hökar och sparvar.
von Aken erhöll en belöning av Riksens ständer och utnämndes till hovapotekare och livmedikus åt kung Fredrik I. Han fick ett privilegium av kungen nämligen att han skulle för apoteksverksamheten "uti Närke och Värmland och skall han alena med medikamenter få förse landet i bemälte provinser". Den förmånen skulle även gälla hans barn under deras livstid. Han utgav även några skrifter bland annat "Hus- och reseapotheque" 1746 och "Hus- och landapotheque" 1747.
Efter Frans Mikael von Akens död drev änkan apoteksverksamheten till dess sonen tog över.